# جيمس ك. براون
جيمس ك. براون هو سياسي كندي، ولد في 2 يوليو 1868 في كندا، وتوفي بنفس المكان في 17 أبريل 1937. حزبياً، نشط في United Farmers of Ontario ‏. وقد انتخب عضو برلمان مقاطعة أونتاريو.